# Automeris jolantheae
Automeris jolantheae é uma espécie de mariposa do gênero Automeris, da família Saturniidae.
Sua ocorrência foi registrada no Brasil, na região Nordeste (em Pernambuco, Custódia; Alagoas, em Palmeira dos Índios).

## Caracteres
Sua descrição é similar à de duas outras espécies de Automeris: a A. granulosa (Comte, 1906) e a A. lecourti (Decaëns & Herbin, 2002) - a primeira também brasileira e a segunda, boliviana; a A. jolanthea difere destas pela cor das asas e pela conformação do órgão sexual masculino. O exemplar masculino possui uma envergadura de 54 mm.